# Заручевская (Вельский район)
Заручевская — деревня в Вельском районе Архангельской области. Входит в состав Муниципального образования «Усть-Вельское».

## География
Деревня расположена в 6 км на юг от Вельска, на левом берегу реки Пежма. Ближайшими населёнными пунктами являются: на востоке деревня Колтовская и деревня Погореловская,на западе деревня Костинская.

## Население
| 2002 | 2010 | 2012 | 2014 |
| ---- | ---- | ---- | ---- |
| 33   | ↘32  | ↗33  | ↘28  |

## Инфраструктура
В 1 километре от деревни проходит федеральная автомобильная дорога М8.

## История
Указана в «Списке населённых мест по сведениям 1859 года» в составе Вельского уезда Вологодской губернии под номером «2269» как «Заручевское». Насчитывала 13 дворов, 51 жителя мужского пола и 54 женского.
В материалах оценочно-статистического исследования земель Вельского уезда упомянуто, что в 1900 году в административном отношении деревня входила в состав Заручевского сельского общества Никифоровской волости. На момент переписи в селении Заручевское находилось 16 хозяйств, в которых проживало 59 жителей мужского пола и 51 женского.

## Русская православная церковь
Церковь Иконы Божией Матери Владимирская Объект культурного наследия № 2940001000  — Кирпичная церковь, построенная в 1739 году. По конструкции высокий четверик, завершённый небольшой главкой, с примыкающим пятигранным алтарём и трапезной с северным Иоанно-Богословским приделом. Церковь отличается оригинальным декором, не имеющим прямых аналогов. Закрыта, колокольня разрушена. В настоящий момент не действует, разрушается.
Церковь Иоанна Предтечи — крупная деревянная церковь, строящаяся на средства предпринимателя Андрея Подоляна с 2008 г. Церковь оригинальной архитектуры. Основной объём представляет собой шатровый восьмерик с крытыми бочками алтарём и притвором, с асимметрично поставленной шатровой колокольней.
Церковь Воскресения Христова — в настоящий момент разрушена. Кирпичная приходская церковь, построенная в 1832 году на средства местного уроженца, крестьянина Ивана Васильевича Крюкова.

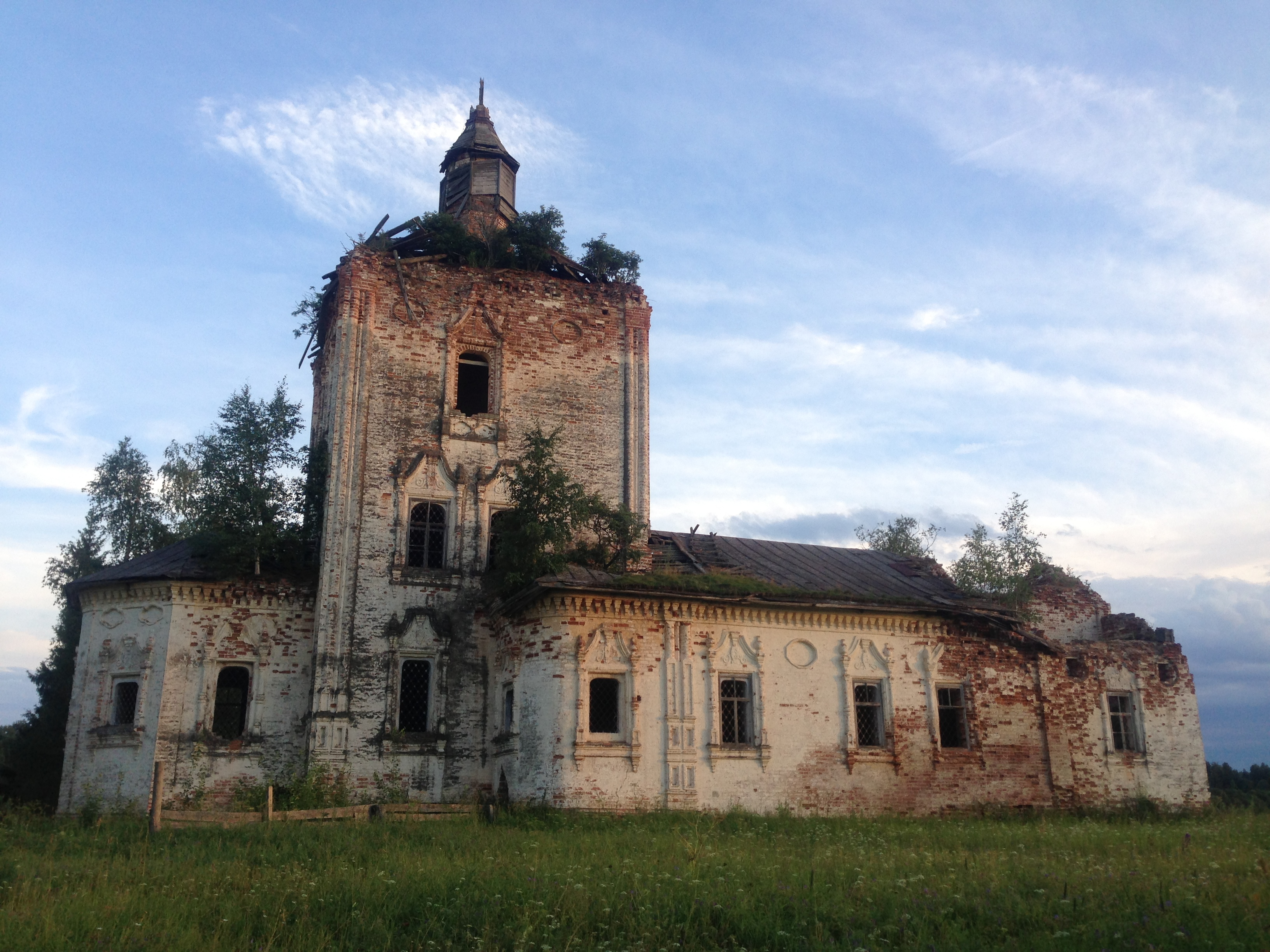
Вид церкви Иконы Божией Матери Владимирской в 2013 году
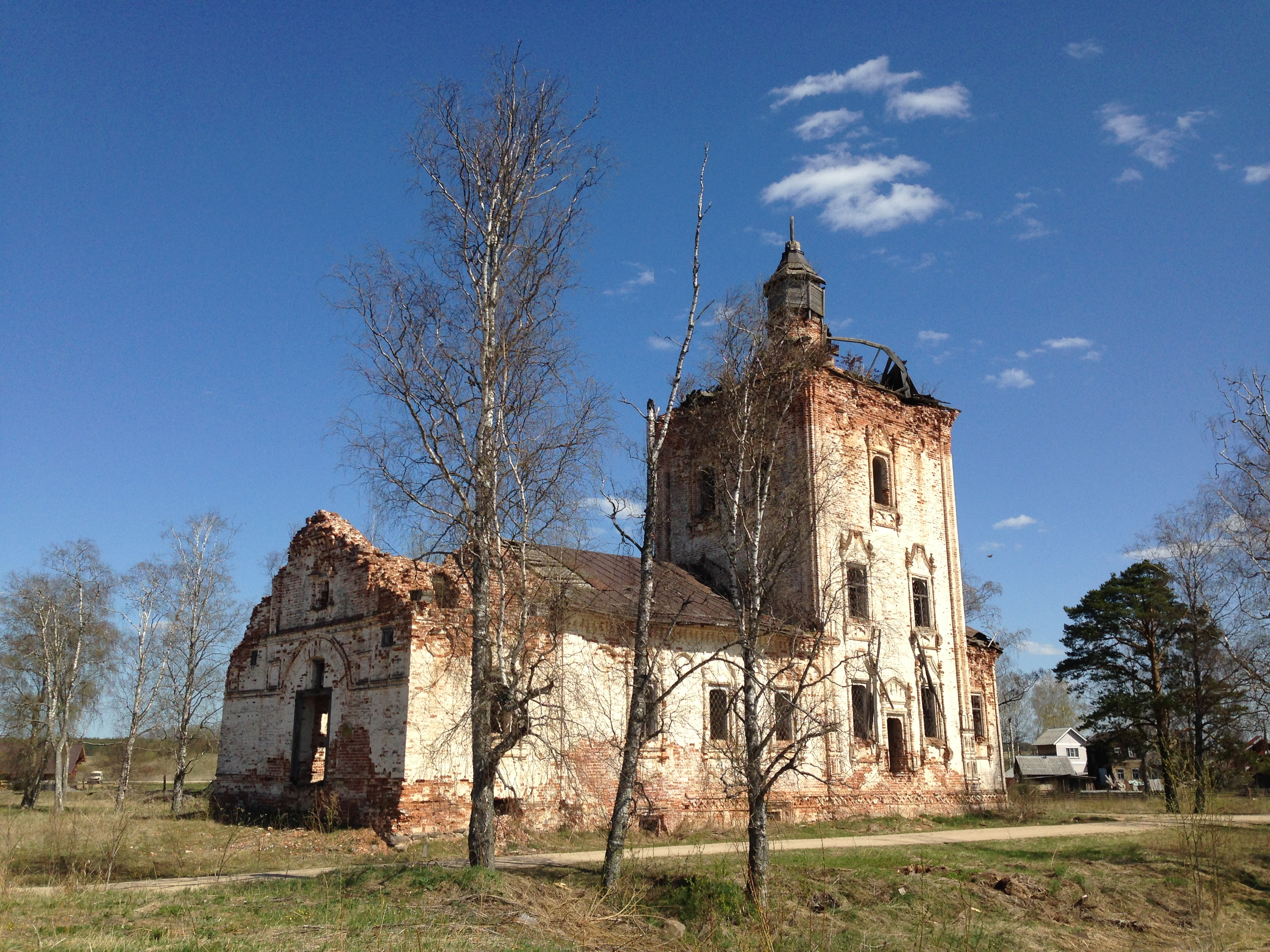
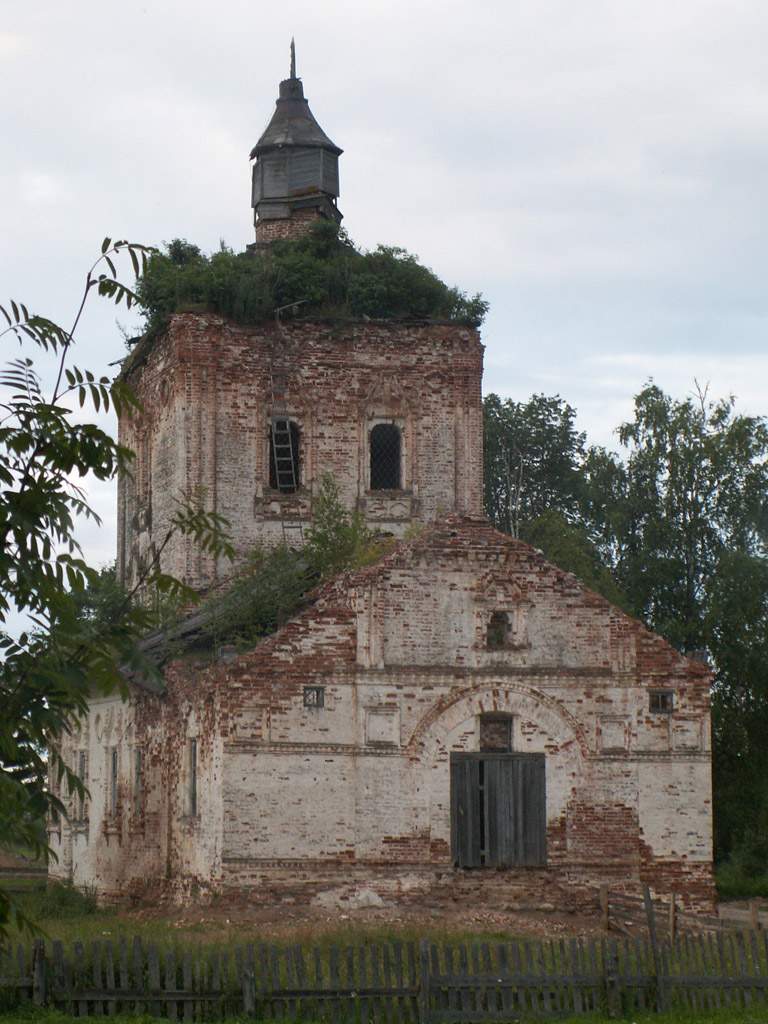
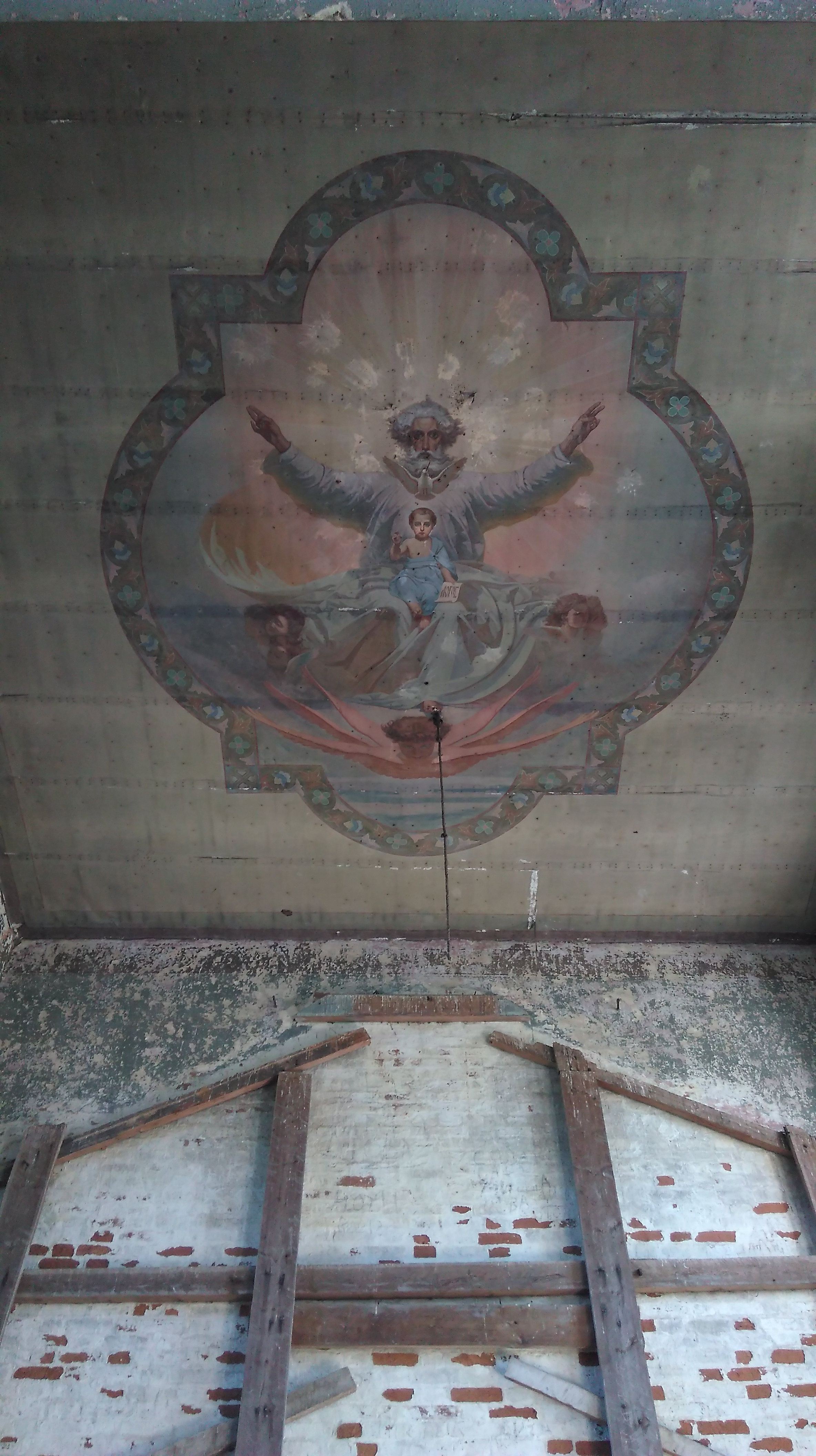
Сохранившаяся роспись потолка церкви